# York (Ontario)
York es uno de los seis distritos que forman la ciudad de Toronto, Ontario, Canadá. Está ubicado al noroeste del centro de la ciudad, al suroeste de North York y al este de Etobicoke, donde limita con el río Humber. Fue una ciudad independiente hasta 1998, año en que fue anexionada junto con otras seis ciudades para formar el actual Toronto.

## Historia
York fue incorporada por el municipio de Canadá Occidental en 1850 (Canadá Oeste después se convirtió en Ontario en 1867 debido a la Confederación), limitada al oeste por el río Humber, en el este por lo que se convertiría en Victoria Park Avenue, y en el norte por lo que se ha convertido en la avenida de Steeles. Los municipios de Etobicoke y de Scarborough se encuentran al oeste y al este respectivamente, mientras que los municipios de Vaughan y Markham limitan por el norte.
Humewood-Cedarvale se desarrolló en la década de 1910 para atraer el desarrollo en el municipio en crecimiento. Oakwood-Vaughan se desarrolló también durante este tiempo. En la década de 1920, el carácter del municipio cambió, al tomar su extremo sur, lindante con la ciudad de Toronto, un carácter más urbano, en comparación con el mismo carácter rural del norte. Se tomó la decisión de dividir el municipio en dos: la parte norte se convirtió en las zonas rurales de York. El resto, dos bolsillos de desarrollo urbano no incorporado en el extremo norte de la ciudad, se dividieron por el pueblo de norte de Toronto, que era entonces una parte de la ciudad de Toronto. Al cabo de unos años, la provincia de Ontario se dio cuenta de que este acuerdo no era práctico, y se subdividió York, con la creación del municipio de East York del bolsillo del este. El municipio de York contrató tranvías y autobuses de la Comisión de Transporte de Toronto (más tarde se convirtió en Toronto Transit Commission en 1954), pero se mantuvo independiente de Toronto. Durante este tiempo, el novelista estadounidense Ernest Hemingway residió en la comunidad Humewood-Cedarvale, escribiendo para The Toronto Star.

## Infraestructuras educativas y culturales
Vaughan Road Academy (en el barrio de Oakwood-Vaughan) fue la primera escuela de York. Fue construida en 1926 y era conocida como Instituto Colegial Camino de Vaughan hasta el año 1997, junto con Nueva York Memorial Collegiate Institute en Eglinton Avenue y la calle Keele en 1929.

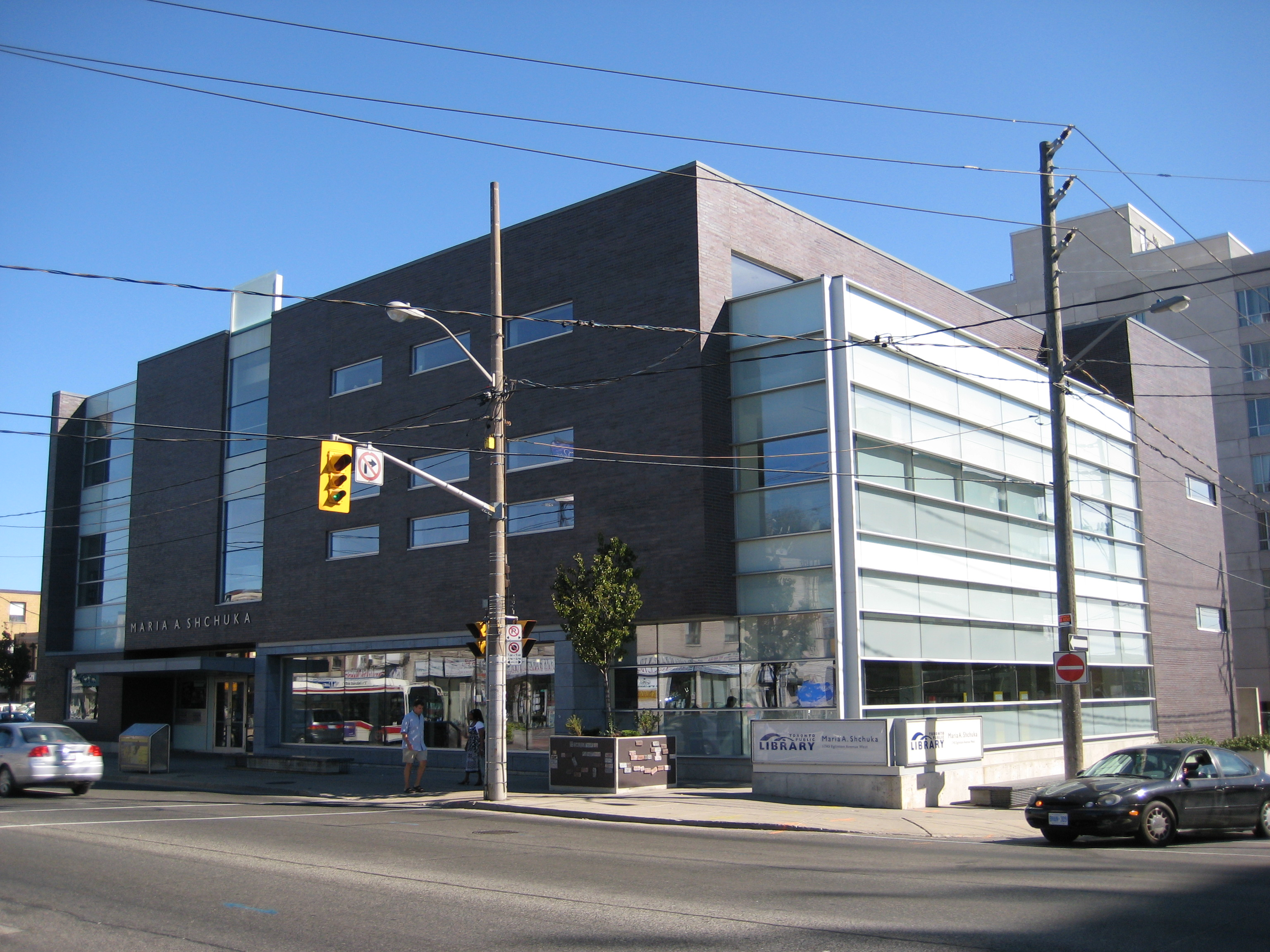
La sucursal Maria Shchuka de la Biblioteca Pública de Toronto fue reconstruida en 2003.

Hasta 1997, la ciudad operaba su propio sistema de bibliotecas, la Biblioteca Pública de York. La biblioteca pública de York se fusionó con los otros sistemas de bibliotecas de la nueva ciudad de Toronto para formar la nueva Biblioteca pública de Toronto (TPL). La TPL opera varias sucursales dentro del distrito.
La primera biblioteca pública de York fue la sucursal de Mount Dennis, que funcionó en locales alquilados desde 1923. En 1945, en el municipio se estableció la Junta de la Biblioteca Pública de York y se procedió a construir tres nuevos edificios de biblioteca que se abrieron en 1951, incluidas la biblioteca Jane/Dundas, la Biblioteca Principal (Eglinton Avenue, una cuadra al este de Dufferin Street) y la Biblioteca Mount Dennis. Posteriormente, la biblioteca principal pasó a bautizarse en honor a la bibliotecaria principal de la Biblioteca Pública de York, Maria Shchuka, y luego se reconstruyó en 2003. La sucursal de Oakwood Village era la biblioteca más nueva de York; apertura en 1996.
El Centro Cívico York se encuentra en 2700 Eglinton Avenue West, entre Negro Creek Drive y la calle Keele, cerca del Museo de York y del York Memorial Collegiate Institute.

## Demografía
Todas las estadísticas están tomadas del Censo 2006 de Canadá:
- 57,5%, blancos (sobre todo, portugueses e italianos)
- 15,5%, negros (principalmente de Jamaica, África y el Caribe)
- 7,3%, de Hispanoamérica (en su mayoría, salvadoreños, mexicanos, ecuatorianos y de otros países de América del Sur / Central)
- 5,7%, filipinos
- 4,3%, del sur de Asia (principalmente, de la India)
- 2,7%, del sudeste asiático (principalmente, de Vietnam)
- 2,3%, de China
- 4,5%, otros

Se calculaba que, en el año 2006, más de la mitad de la población de York había nacido en el extranjero. El 51,8% eran inmigrantes.
Entre los grupos minoritarios no visibles, el grupo más grande en York es el de los portugueses (la mitad sur de Oakwood-Vaughan y a lo largo de toda la parte sur de York). Santa Clair West , Rogers Road, Caledonia Road, y la calle Dufferin tienen muchas empresas portuguesas. La población judía y la de Europa del Este vive principalmente en Humewood-Cedarvale, en el extremo este de York. Antes había una gran población italiana a lo largo de San Clair West, pero la mayoría se ha mudado a suburbios como Woodbridge. Muchos portugueses a hispanoamericanos viven a lo largo de St. Clair ahora. Hay todavía muchas empresas italianas a lo largo de la calle, que todavía se llama Corso Italia, y cada año tiene lugar el festival Corso Italia.
El grupo minoritario más grande visible en York es el de los negros, que viven a lo largo de Eglinton Avenue West , Weston Road y la calle Jane. Había varios barrios en los que más del 30% de su población era negra, como por ejemplo Weston, West Eglinton, Dennis Monte, Woolner y Oakwood-Vaughan. Muchos provienen del Caribe: por ejemplo, la mayoría de quienes proceden de Jamaica. Eglinton West también se conoce como la Pequeña Jamaica, sede de muchas empresas de las Antillas. York también tiene una gran población negra procedente de Ghana y Nigeria. De todas las antiguas ciudades de Toronto, York tiene el mayor porcentaje de canadienses negros.
La mayoría de los hispanoamericanos son de América Central. También hay un gran número de personas procedentes de Ecuador y Argentina. Se extienden por todo York: en casi todos sus barrios hay presencia de empresas y pueblos hispanoamericanos. Santa Clair West cuenta con muchos restaurantes de América Latina y discotecas. También es sede de muchos festivales latinos, como "Salsa on St. Clair", que atrae a cientos de miles de personas cada año. Es la mayor celebración de Canadá de la cultura hispana. De todas las antiguas ciudades, York también tiene el mayor porcentaje de latinoamericanos. Es también la minoría que más crece en York, junto con la de los filipinos, que se concentran en la mitad oriental de la ciudad antigua.
York también tiene una gran comunidad originaria del sudeste asiático, muchos de los cuales son de Vietnam. Viven principalmente en el extremo oeste de York.
York tiene el menor porcentaje de los asiáticos del sur y el pueblo chino de todos los municipios anteriores de Toronto.
La demografía religiosa de York varía: los católicos se concentran en la mitad sur de Oakwood-Vaughan; los anglicanos, en Weston; los judíos, en Humewood-Cedarvale. Incluso hay rastafaris en la pequeña Jamaica, en la mitad norte de Oakwood-Vaughan y al oeste, a lo largo de la avenida de Eglinton, ligeramente al oeste de Keele Street. Hay también un número importante de adventistas del séptimo día, pentecostales y cristianos evangélicos. 